# Universitat Tecnològica Estatal de Moscou

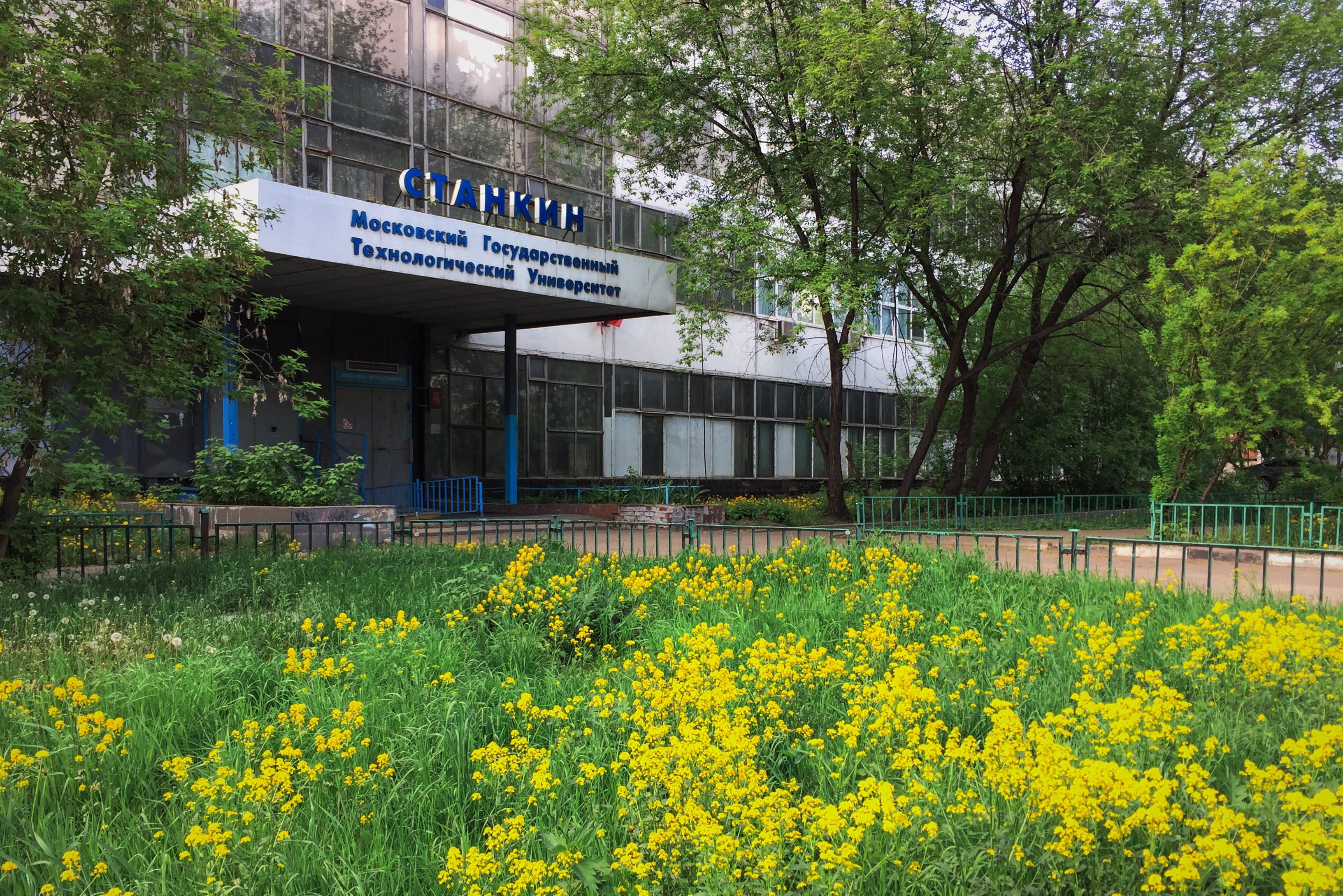
Fotografia de la Universitat Tecnològica Estatal de Moscou.

La Universitat Tecnològica Estatal de Moscou (en rus: Московский Государственный Технологический Университет) (МГТУ Станкин), anteriorment l'Institut de Màquines Eina de Moscou (en rus: Московский станкоинструментальный институт), el nom que encara es conserva en l'acrònim, Stankin (en rus: Станкин) és un dels principals instituts tècnics russos, va ser fundat en 1930. Actualment, la Stankin capacita a especialistes en la fabricació i el funcionament de les màquines eina.

## Història
La universitat va ser fundada en 1930 per oferir a l'URSS enginyers de maquinària d'alta qualitat. Aviat, Stankin va esdevenir el primer centre d'educació en matèria de maquinària de l'URSS i en formació universitària d'enginyers en una àmplia gamma de tasques. La universitat es va fundar com l'Institut de Màquines Eina de Moscou en 1930, per oferir a la indústria de màquines eina, la branca més important de la indústria en aquell moment, especialistes altament qualificats. Les "màquines eina" són les úniques màquines que poden crear altres màquines (automòbils, avions, equips agrícoles, etcètera), incloses les pròpies "màquines eina".

## Lloc d'estudi
Actualment la Stankin no és tan sols un indret d'estudi: és un complex industrial científic amb l'Institut de Disseny Tecnològic d'Informàtica de l'Acadèmia de Ciències de Rússia. Existeix una xarxa de centres científics, educatius i industrials, a on els estudiants poden realitzar les seves idees. Hi ha algunes escoles fortes i autoritzades a Stankin. Representa la perspectiva principal en la capacitació d'enginyers i científics mitjançant els estudis de postgrau (sis consells especials de doctors i llicenciats funcionen a la universitat).

## Rànquing d'universitats
Entre 100 universitats de Rússia, Stankin va ser triada com el principal en el camp de tecnologia de construcció de màquines, equips i automatització de la indústria de construcció de màquines. Stankin manté relacions internacionals estables i sempre en desenvolupament amb les universitats i empreses d'Àustria, Brasil, Alemanya, Hongria, Itàlia, Xina, Estats Units, Corea del Sud i altres països. Actualment hi ha més de 600 professors i científics treballant a la Stankin. La vida a la universitat no és únicament estudiar i treballar, sinó que també inclou les activitats socials. La Stankin edita el seu propi periòdic. El grup d'entreteniment de la universitat és molt popular pel seu talent.

## Educació
Juntament amb els estudiants russos, la Stankin educa a estudiants de l'Índia, Xina, Corea, Sud-amèrica, Myanmar i Europa. Avui dia la Stankin és una reconeguda escola de ciències per a l'educació tècnica en totes les àrees possibles. Els estudis i la recerca corresponent cobreixen les àrees d'automatització de processos tecnològics i manufactures; l'enginyeria ecològica i la seguretat en la construcció de màquines; la informació i el màrqueting en la construcció de màquines; els sistemes d'informació; la qualitat de la producció i la gestió; la informatització de la durabilitat del càlcul de la construcció d'edificis i màquines; el modelatge informàtic amb les tècniques instrumentals; el sistema de control informàtic en la producció i en els negocis; l'enginyeria de les eines i el modelatge informàtic; la tecnologia làser; les premses i la tecnologia en el tractament dels metalls; les màquines i les eines per al tall dels metalls; el disseny i modelatge informàtic dels sistemes de deformació plàstica; els sistemes de robòtica, mecànica i electrònica; el sistema de producció de la maquinària tecnològica automatitzada; els sistemes de disseny assistits per computadora; el sistema de producció avançada; les màquines eina de control informàtic; la informació tecnològica de la fabricació automatitzada; la tecnologia i els negocis en la producció; la tecnologia i la gestió en la fabricació instrumental; l'enginyeria mecànica; la física d'alta energia concentrada; l'economia i el control de la producció.

## Recerca i cooperació
La Stankin ha signat contractes amb empreses i universitats estrangeres:
- Cooperació científica i tècnica amb la Universitat Tècnica de Berlín i amb la Universitat de Stuttgart.
- Curs de preparació de mestres i doctors en ciències amb la Universitat de Tecnologia i Economia de Budapest.
- Contracte amb l'empresa Tongil Industries Company de Corea del Sud.
- Cooperació científica i tècnica amb l'Institut de Recerca Tecnològica Industrial de Taiwan (ITRI).
- Laboratori científic i educatiu conjunt amb l'empresa HP Inc. dels Estats Units.

## Assoliments científics notables
Es van crear noves construccions de nodes d'ús i sistemes de rodaments de màquines eina que asseguren el processament de precisió de múltiples coordenades dels detalls de ferro colat, acer i aliatges lleugers. L'originalitat dels mitjans de càlcul automatitzats desenvolupats per als nodes de les màquines eina es realitza amb nous mètodes de l'element final avançat i amb mètodes empírics de càlcul. Es va desenvolupar la tecnologia i l'equip per traçar cobertes resistents a l'abrasió de múltiples capes a les eines, assegurant un augment essencial de la seva confiabilitat i recursos. Es va desenvolupar un sistema d'intèrprets de diàleg entre la persona i la computadora, destinat a accelerar i reduir l'aportació laboral de la creació d'apèndixs apropiats. La font de presentació dels diàlegs són els gràfics d'estats, les funcions del sistema en les plataformes de Windows 95 i Windows NT. El sistema va ser creat com una eina per al ràpid desenvolupament i modernització dels apèndixs MMI per a sistemes oberts de control numèric. També es va desenvolupar el mètode de substitucions de resolució de problemes en els gràfics. Amb l'ajuda del mètode donat, és possible decidir tant els problemes d'optimització relacionats amb la classe de problemes de programació discreta, com els problemes combinatoris en els gràfics amb vores sense arestes. El principi de les substitucions de parells amb la combinació de la possibilitat de fer servir els vectors de topologia, ha permès formular matemàticament noves classes d'optimització de processos i problemes combinatoris en els gràfics, que no podien resoldre's abans mitjançant els mètodes àmpliament coneguts.